# Grève des mineurs britanniques de 1984-1985
Pour les articles homonymes, voir Grève des mineurs britanniques.
La grève des mineurs britanniques de 1984-1985 est un épisode important de l'histoire de l'industrie britannique, car son déroulement et son aboutissement modifièrent profondément la place des syndicats dans le paysage social et politique en Grande-Bretagne. 
La grève dura de mars 1984 à mars 1985. Elle marquait l'opposition de l'Union Nationale des Mineurs (National Union of Mineworkers) au projet de la Commission nationale du charbon (National Coal Board), soutenu par le gouvernement de Margaret Thatcher, de fermer d'abord 20 mines de charbon déficitaires, puis d'autres par la suite. 
La grève fut durement réprimée et aboutit à la défaite des mineurs. En une année, 11 000 mineurs grévistes furent arrêtés, 5 653 mineurs poursuivis en justice, 200 emprisonnés et près d’un millier licenciés. Six sont morts sur les piquets de grève.

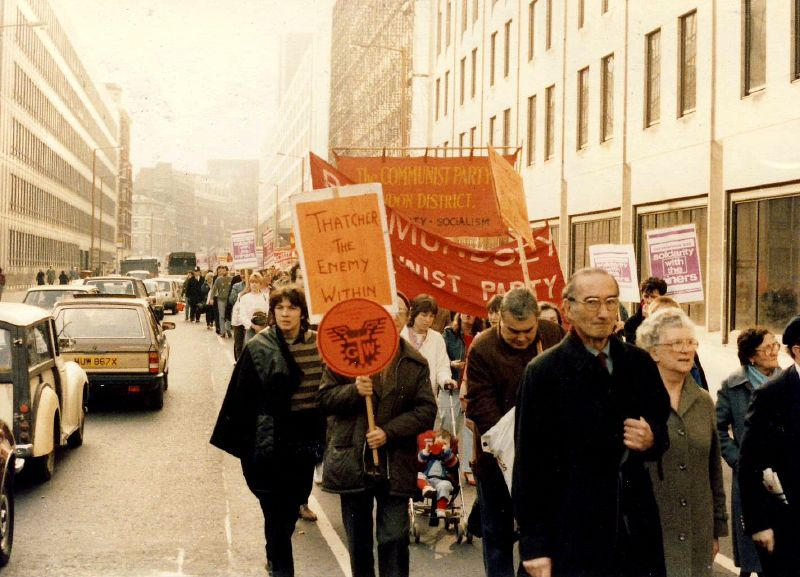
Manifestation à Londres.

## Histoire

### Préparation du gouvernement Thatcher
Le parti conservateur de Margaret Thatcher avait prévu cette grève dès 1979, avec l'intention d'affaiblir le syndicat minier NUM sorti "battu" de la grève sauvage des mineurs britanniques de 1969 puis vainqueur de la grève officielle de janvier-février 1972, avec des hausses de salaires de 20%, et de celle de 1974, qui fait tomber le gouvernement conservateur, ce dernier convoquant et perdant les élections anticipées de février 1974, en pleine grève. Dès 1972, le parti conservateur dénonçait la puissance de ce syndicat et l'appartenance d'une partie de ses dirigeants au parti communiste, mise en exergue lors du conflit de 1974.
Le charbon produit alors 75 % de l'électricité britannique, et 30 % de la production d'énergie pour l'industrie.
Fermer des puits déficitaires était l'objectif du gouvernement, mais l'enjeu fut plus large. Pour Margaret Thatcher, il s'agissait, après avoir défait, selon ses termes, le « socialisme démocratique » dans les urnes, de battre ce qu'elle nomme le « socialisme non démocratique », c'est-à-dire le syndicalisme.
Le gouvernement ayant anticipé les difficultés de la réforme du secteur minier avait pris des mesures pour prévenir les conséquences des grèves :
- en prévision d'une pénurie en charbon, conséquence possible de la grève, le Premier ministre avait ordonné la constitution d'importants stocks, géographiquement proches des centrales électriques utilisant cette source d'énergie[5] ;
- une loi fut votée obligeant les syndicats à procéder à un vote de leurs adhérents à bulletins secrets pour le lancement d'une grève ;
- les fermetures furent annoncées en un moment de faible demande de charbon ;
- un dispositif d'importation de charbon fut mis en place ;
- des conducteurs non syndiqués furent recrutés pour le transport.

Pour la grève elle-même, le gouvernement avait décidé :
- de la réduction au maximum de l'emploi du charbon dans les centrales en se servant des ressources d'appoint comme le pétrole ;
- du recours aux forces policières pour faire respecter la loi, en créant notamment des forces de police anti-émeute[5]. Il s'agissait notamment d'empêcher la formation de piquets de grève (en bloquant par exemple les routes) mais aussi de faire face aux manifestations et d'escorter les non-grévistes vers leur lieu de travail, parfois même en fourgon blindé ; le conflit fera trois morts (deux grévistes, David Jones[6] et Joe Green[7], sur des piquets de grève[8] et un chauffeur de taxi, David Wilkie, tué par des grévistes alors qu'il transportait un non-gréviste[9]) et 20 000 blessés ; 11 300 manifestants ont été arrêtés[réf. nécessaire] et plus de 200 traduits en justice[10];
- l'interdiction des piquets de grève ou flying pickets[5] ;
- de limiter les aides sociales aux familles des grévistes ;
- du vote d'une loi empêchant les travailleurs non-mineurs de soutenir les grévistes mineurs et rendant nul le fait de faire des piquets de grève (non pas en les interdisant mais en obligeant les piquets à « se placer là où ils ne gênent le passage de personne »).

### Déclenchement de la grève

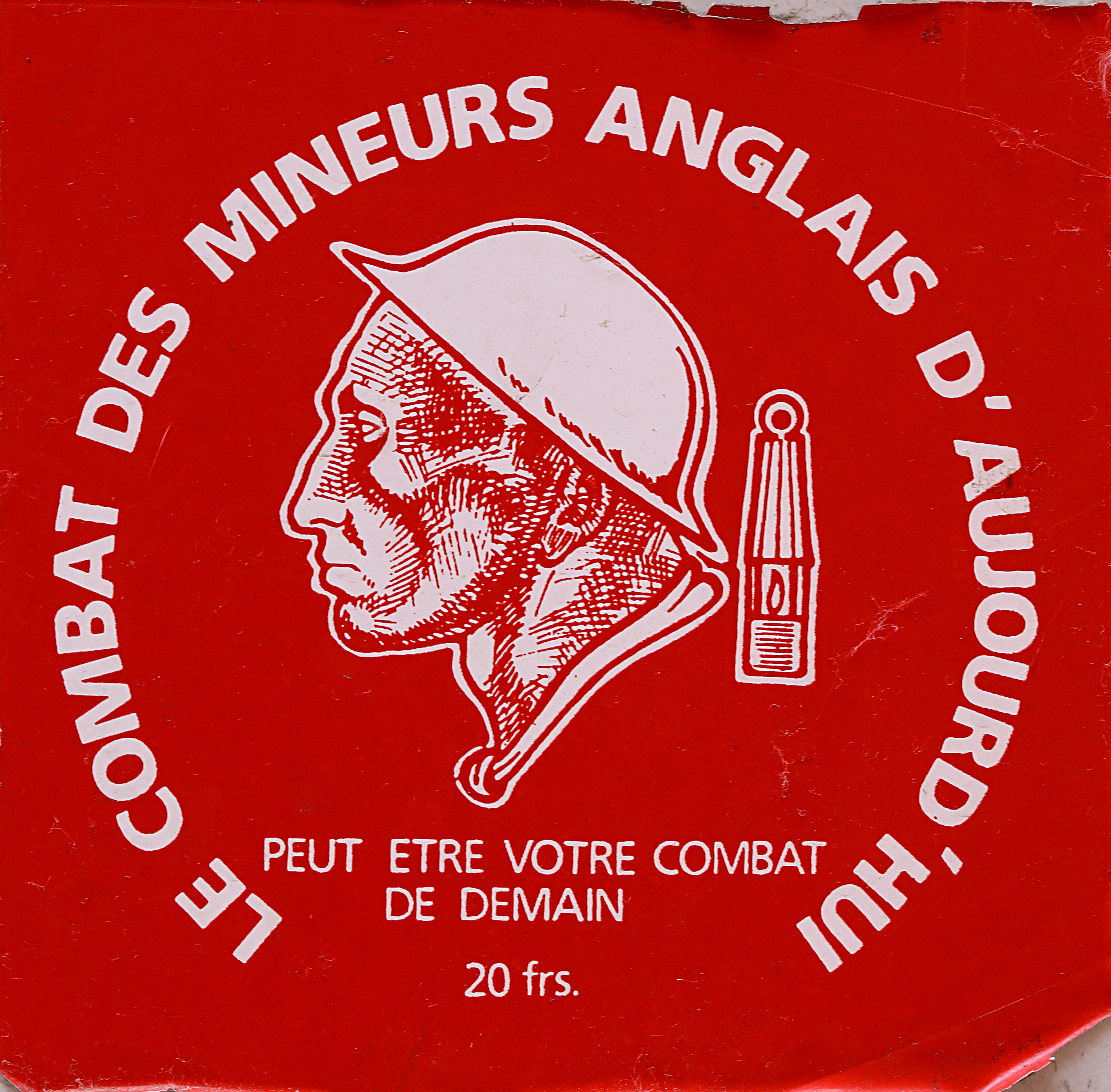
Autocollant vendu en Belgique au profit des grévistes.

Le gouvernement sait qu'il vaut mieux que la grève ait lieu au printemps, et qu'elle porte sur la fermeture de puits, sur lesquelles les syndicats de mineurs sont divisés, plutôt que sur les salaires, pour lesquels ils s'accordent.
Lorsqu'elle est déclenchée, le 12 mars 1984, la grève de 1984-1985 n'était soutenue que par 40 % des adhérents à l'Union Nationale des Mineurs (National Union of Mineworkers, ou NUM, puissant syndicat britannique), à l'époque moins revendicatifs que les dirigeants, notamment Arthur Scargill. Ce dernier refusait par principe une quelconque fermeture de puits déficitaires, réclamant des investissements publics.
La décision des dirigeants de déclarer la grève sans passer par un vote, la rendant ainsi illégale, s'explique par le fait, qu'au niveau national, la majorité des mineurs ne la souhaitait pas. Pourtant, la fermeture des mines de charbon signifiait la perte de plusieurs dizaines de milliers d'emplois, notamment dans la région du Yorkshire : faire voter les adhérents pour décider du lancement de la grève, alors que 40 % seulement la soutenaient, signifiait le renoncement à la grève et aurait été considéré comme une trahison par les mineurs du Yorkshire.
Le syndicat des mineurs britanniques est alors la plus puissante organisation ouvrière d'Europe ; 80 000 mineurs participent à la grève.

### Déroulement
La grève connaît de nombreux affrontements entre les grévistes et la police, mais c'est à Orgreave, dans le district métropolitain de Rotherham, qu'ont lieu les combats les plus importants entre des milliers de mineurs et de policiers. Le 18 juin 1984, 8 000 grévistes rejoignent un piquet de grève de la cokerie d’Orgreave. Pour les contrer, le gouvernement dépêche 6 000 policiers équipés de matraques, chiens et chevaux et préparés au combat. La police montée est autorisée à charger sans sommation. On y dénombre plus d'une centaine de blessés.

## Position

### Direction
La direction nationale fut soutenue tout le long du conflit par le gouvernement. Mme Thatcher craignait qu'elle ne décidât un compromis trop avantageux pour le syndicat, qui aurait permis à Scargill d'éviter une défaite totale, voire de proclamer abusivement une victoire. Margaret Thatcher rapportera, dans ses Mémoires, qu'après quelques mois de grève, toutes les négociations devaient être couchées par écrit pour prévenir les intoxications opérées par le syndicat.

### Autres syndicats et opposition
Le Parti travailliste reprit de nombreuses revendications des mineurs grévistes mais désapprouva l'extrémisme de Scargill. Le parti essaya sur la fin de sauver la face du syndicat en incitant Mme Thatcher à négocier. Le conflit resta essentiellement circonscrit aux mineurs.

## Fin des communautés ouvrières
Indépendamment des aspects politiques ou économiques du démantèlement de l'industrie minière britannique, les protagonistes de cette grève luttaient aussi contre la fin des communautés ouvrières. La grève fut « le chant du cygne du mouvement ouvrier britannique », selon le journaliste Owen Jones.

## Fin du conflit

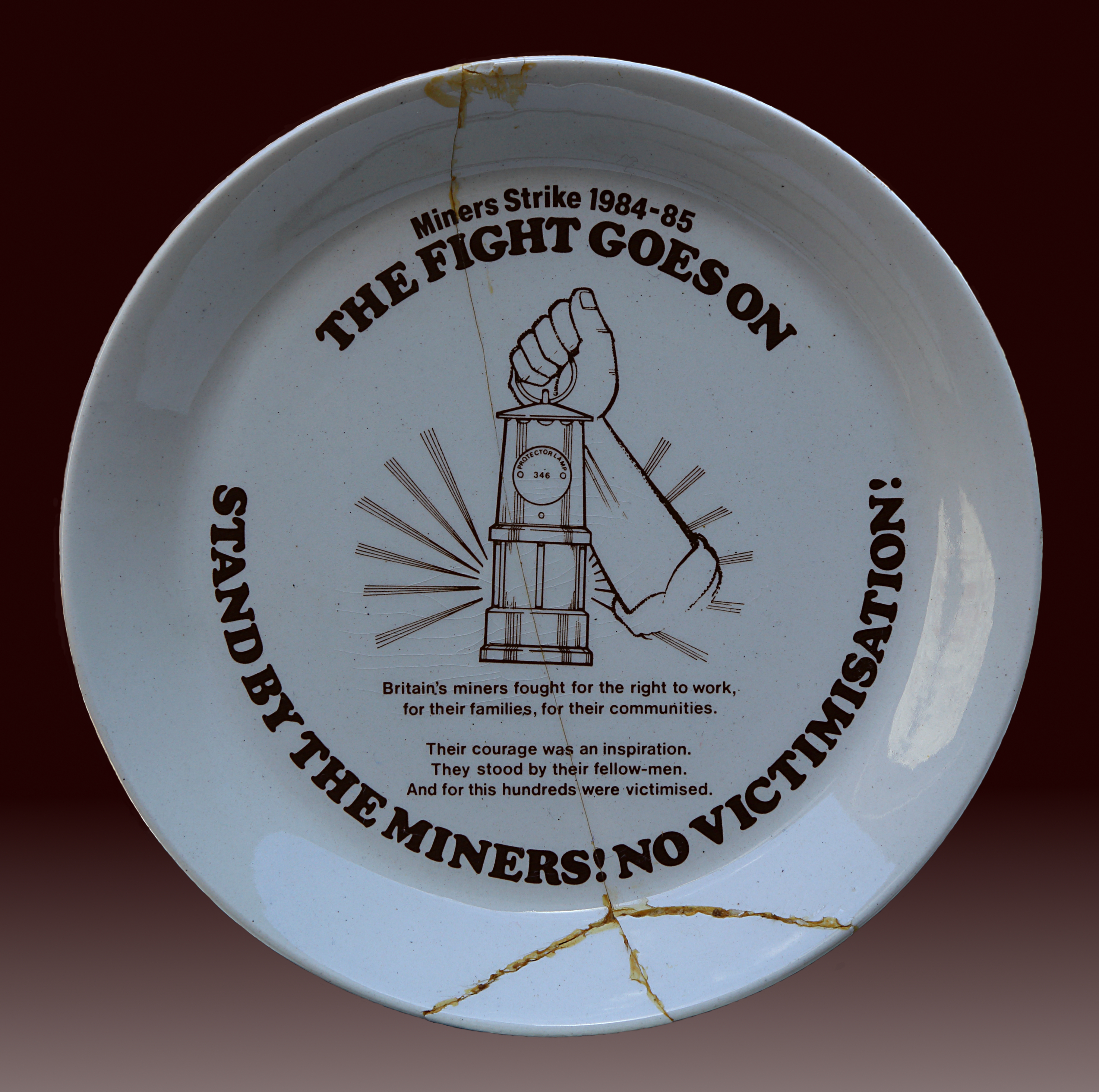
Assiette vendue au profit des grévistes.

La grève fut l'une des plus longues de l'histoire du Royaume-Uni. Finalement, les grévistes retournèrent au travail en masse à partir de janvier 1985 et la fin de la grève fut votée le 3 mars 1985 sans que les mineurs n'aient rien obtenu, leurs pertes financières étant trop importantes. L'arrêt de la grève marqua un succès symbolique pour le gouvernement de Margaret Thatcher.

## Médias
Cette grève a été l'occasion pour les musiciens de The Clash de donner deux concerts au profit des mineurs, les 6 et 7 décembre 1984 à la Brixton Academy de Londres. Le mouvement de protestation a d'ailleurs été le thème de chansons pour de nombreux groupes de musique. Citons parmi les plus connues : 
- History — Funeral for a Friend
- Red Hill Mining Town — U2
- Iron Hand — Dire Straits (album On Every Street)
- Last Day of The Miners' Strike — Pulp
- Common Ground, Frickley, Fitzwilliam — Chumbawamba
- Which Side Are You On? — Billy Bragg
- Keep On Keepin' On! — The Redskins
- We Work the Black Seam — Sting
- All Machines Are Quiet, Work Song — Robert Calvert
- Daddy, What Did You Do In The Strike? — Ewan MacColl
- One More Day — Angelic Upstarts

Le film Billy Elliot fait également de la grève un élément central, le père et le frère du héros éponyme étant tous deux grévistes.
Le film Pride raconte le combat de soutien du groupe Lesbians and Gays Support the Miners aux grévistes, notamment la levée de fonds pour les familles ; le plus grand évènement de collecte de fonds fut le concert caritatif Pits and Perverts, (« Puits et pervers ») que le groupe organisa au Electric Ballroom (en) dans Camden Town, à Londres, le 10 décembre 1984, avec Bronski Beat, dont le chanteur était Jimmy Somerville, en tête d’affiche. Le nom du concert serait venu, selon plusieurs sources,, d’un titre du tabloïd britannique The Sun.